# サンクレア池下
サンクレア池下 （サンクレアいけした） は、愛知県名古屋市千種区覚王山通の名古屋市営地下鉄東山線 池下駅の西側にある再開発事業で作られたビルである。

## 概要
サンクレア池下は名古屋市営地下鉄東山線 池下駅の西側に広がっていた公団池下団地などを再開発し、覚王山通（広小路通）の拡幅を兼ねて行われた「池下市街地再開発事業」で建設された複合施設である。
地下1階から地上3階までは、パレマルシェ（2階）他、20店舗以上が入居するショッピングモール、4階はクリニックモールで、5階から上がマンションになっている。マンションはUR賃貸住宅の管理で、1号棟が26階建て、2号棟が11階建て。
東棟の地下にエネルギーセンター（ガスエンジンコージェネレーション）を設置し、排熱を温水として取り出し、住宅用の温水の加熱に利用し、エネルギーの有効活用を図っている。
地下鉄変電所も施設内に設置されている。

## 沿革
- 1989年（平成元年）10月 - 名古屋市から再開発事業の要請[1]。
- 1993年（平成5年）7月 - 都市計画決定[1]。
- 1997年（平成9年）10月 - 工事完了[1]